# 索尼α500
Sony α 500 (DSLR-A500) 是Sony於2009年所推出的中階單眼數位相機。它搭載12.3百萬像素的APS-C CMOS感光元件，並具有Live view即時預覽功能，與機身防手震穩定機制。本像機由於擁有較佳的低光源拍攝能力，且價格親人，在市場上一般獲得正面之評價。然而，由於該相機仍無法錄製動態影片，也招致某些評論家與使用者的批評。
與同時推出的Sony A550相較，A500的LCD解析度較低，並使用12.3百萬像素的感光元件代替A550的14百萬像素CMOS。他的7幅/秒連拍功能也不包含拍攝間自動對焦的能力。但這兩台像機皆具備有自動HDR的功能。
1. ↑  . Dpreviews.   [July 23, 2010]. （原始内容存档于2015-09-24）.